# 中国中央電視台本部ビル
座標: 北緯39度54分54秒 東経116度27分27秒 / 北緯39.91500度 東経116.45750度
中国中央電視台本部ビル（ちゅうごくちゅうおうでんしだいほんぶビル、CCTV Headquarters、中央広播電視総台光華路弁公区、簡体字: 中央广播电视总台光华路办公区）は、中華人民共和国北京市の東部の北京商務中心区（朝陽区東三環中路32号）にある超高層ビル。中国中央電視台（CCTV、中国中央テレビ）の本部として使用されている。高さは234メートル、51階建て。建設には50億人民元を超える金額が投じられた。

## 建設の背景
2000年より、北京の複数の建物に分散していた中国中央電視台の管理部門、ニュース部門、送信部門、番組製作部門、その他福利厚生部門などを全部一ヶ所に収める構想が立てられ、本部ビルと、隣接する電視文化センター、ほか付属施設を北京市東部の朝陽区の新都心・北京CBDの東三環中路の北京汽車工場跡地（面積197,000平方メートル）に建設することになった。
2001年3月には建設申請の準備が開始され、2001年5月に広電総局が国家発展計画委員会に正式に中国中央電視台本部ビル建設計画の申請報告を行った。2002年1月、国務院は本部ビル建設計画に原則同意し、2002年2月、国家発展計画委員会は本部ビル建設計画に認可を与えた。
国際的な建築設計競技（コンペ）の結果、2002年12月に設計の契約を行ったのは、建築家レム・コールハースが率いる、オランダのロッテルダムに本拠を置く設計事務所・OMA（Office for Metropolitan Architecture）であった。

## 設計と建築

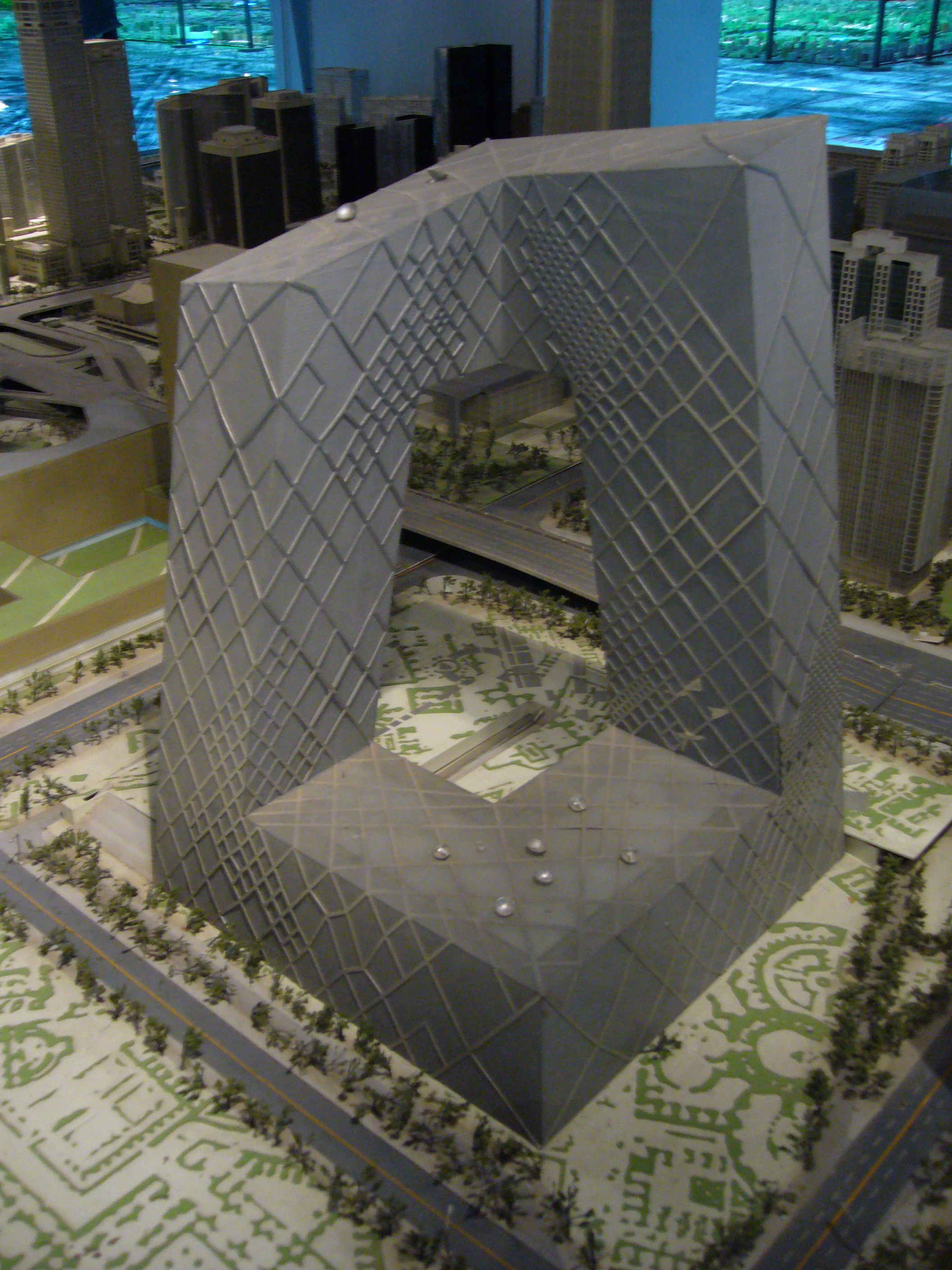
中国中央電視台本部ビルの模型

OMA代表のレム・コールハースと、OMA に所属するドイツ出身の若手建築家オーレ・シェーレン（Ole Scheeren）が本部ビルおよび電視文化センタービルを設計したが、特にオーレ・シェーレンがコンセプトデザインの作成や400人規模の設計チームの指揮をとった。構造デザインにはセシル・バルモンドをはじめアラップ社（Arup）が協力している。
本部ビルのデザインは特異で、6つの辺が環状に連なるように組み合わされており、中央には巨大な開口部がある。特異な形状と耐震性の確保の必要から、建物の構造計算は非常に難関が多かったが、構造設計の分野で実績のあるアラップ社が外壁の支柱の配置などの解を出している。北京市民からは、本部ビルは「大ズボン」（大褲衩）とあだ名されている。レム・コールハースが著書『Content』の中で、「中国中央電視台（CCTV）新社屋は本部が女性が四つん這いで女性器を突き出している格好、電視文化センタービルが男性器と、『男女の性器』をモチーフにしていた」と打ち明け、中国人の怒りを買った。

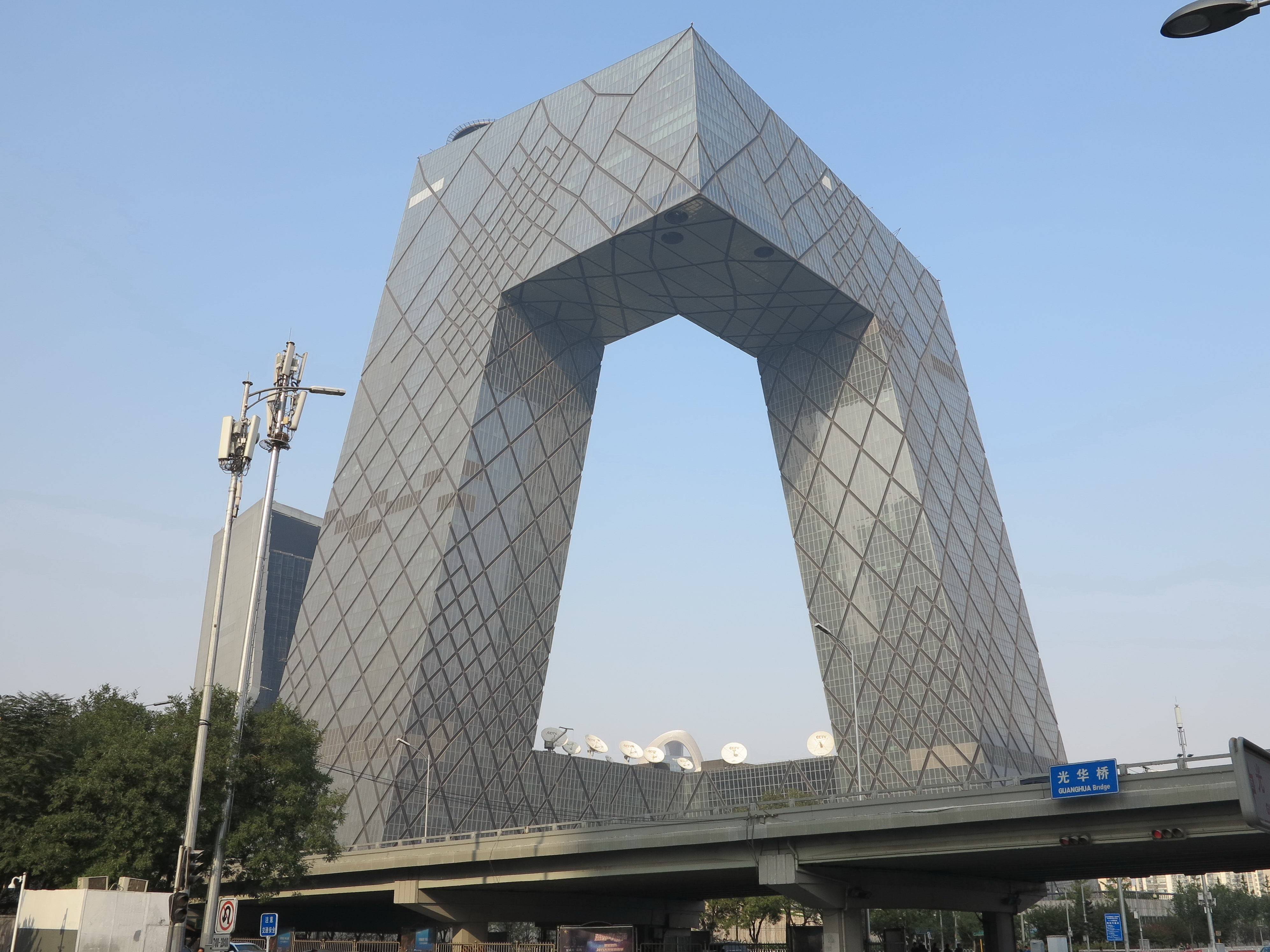
中国中央電視台本部ビル

中国建築工程総公司（CSCEC）が本部ビル（総部大楼）を中心とするA工区を、北京城建集団有限責任公司が電視文化センター（北配楼）を中心とするB工区を受け持った。起工式は2004年9月22日に行われ、地上に横たわる二つの辺と、そこから斜めに立ち上がる二つの辺の建設から始まった。工事は24時間3交代制で行われ、鉄骨工事や外装には5,000人が、内装には10,000人以上が従事した。上空で地面と水平に伸びる二つの辺は、2007年12月26日に接続され、環状の構造が完成した。気温による鋼材の伸び縮みにかかわらず二つの塔を上空で一つにしっかりと接続するため、二つの塔を構成する鋼材が同じ温度にまで冷えて収縮する一年で一番寒い季節の夜間に接続工事が行われた。本部ビルの外装は、北京オリンピックの行われた2008年8月までに完成し、中国中央電視台開局50周年である2008年10月には業務可能な状態になったが、この時点でもまだ内装工事は続いていた。本部ビルは2008年12月に竣工した。
中国中央電視台本部ビルの周辺は「メディアパーク」として整備され、ホテルやスタジオなどが入居する付属高層ビル（中央電視台電視文化センター）、一般市民が参加する催しものや野外撮影などが行われる公開緑地が周囲に設けられる。このメディアパークは、北京東部の新都心の中心に伸びる緑地軸の延長上にある。この新都心（北京商務中心区、北京CBD）には300以上の超高層ビルが立ち並ぶ予定だが、中国中央電視台本部ビルはその皮切りとなる。

## 中央電視台電視文化センタービル
本部ビルに隣接する中央電視台電視文化センタービル（Beijing Television Cultural Center, 中央电视台新大楼北配楼）は159メートルの高層ビルで、2009年5月に完成予定であった。このビルはブーツのような形状をしており、ブーツの脚の部分には巨大な吹き抜けのある「北京マンダリン・オリエンタルホテル」（Mandarin Oriental Hotel）が、ブーツの足からつま先にかけての部分には大劇場があり、その他展示場やテレビ制作会社の事務所なども入ることになっていた。北京オリンピックでは外国メディアの放送センターとして供用されている。
しかし、内装工事中の2009年2月9日、元宵節の夜に違法な花火打ち上げが行われたために全焼し、死者も出る被害が発生した。全焼したビルは損傷が激しいが、構造などをそのまま再利用して再建工事を行い、2012年5月16日に竣工した。

## 本部ビルの画像

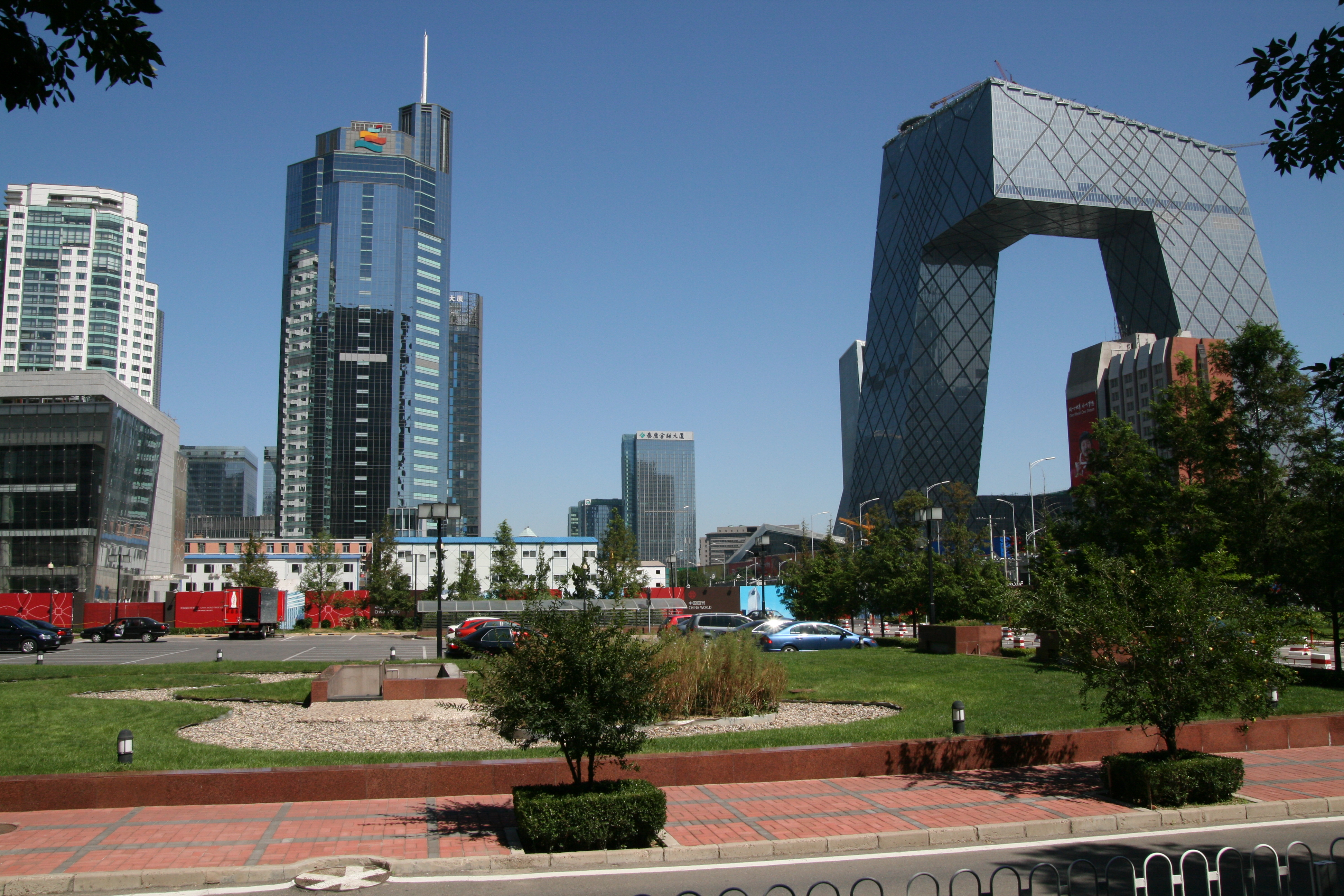
中国中央電視台本部ビルのあるメディアパークの遠景
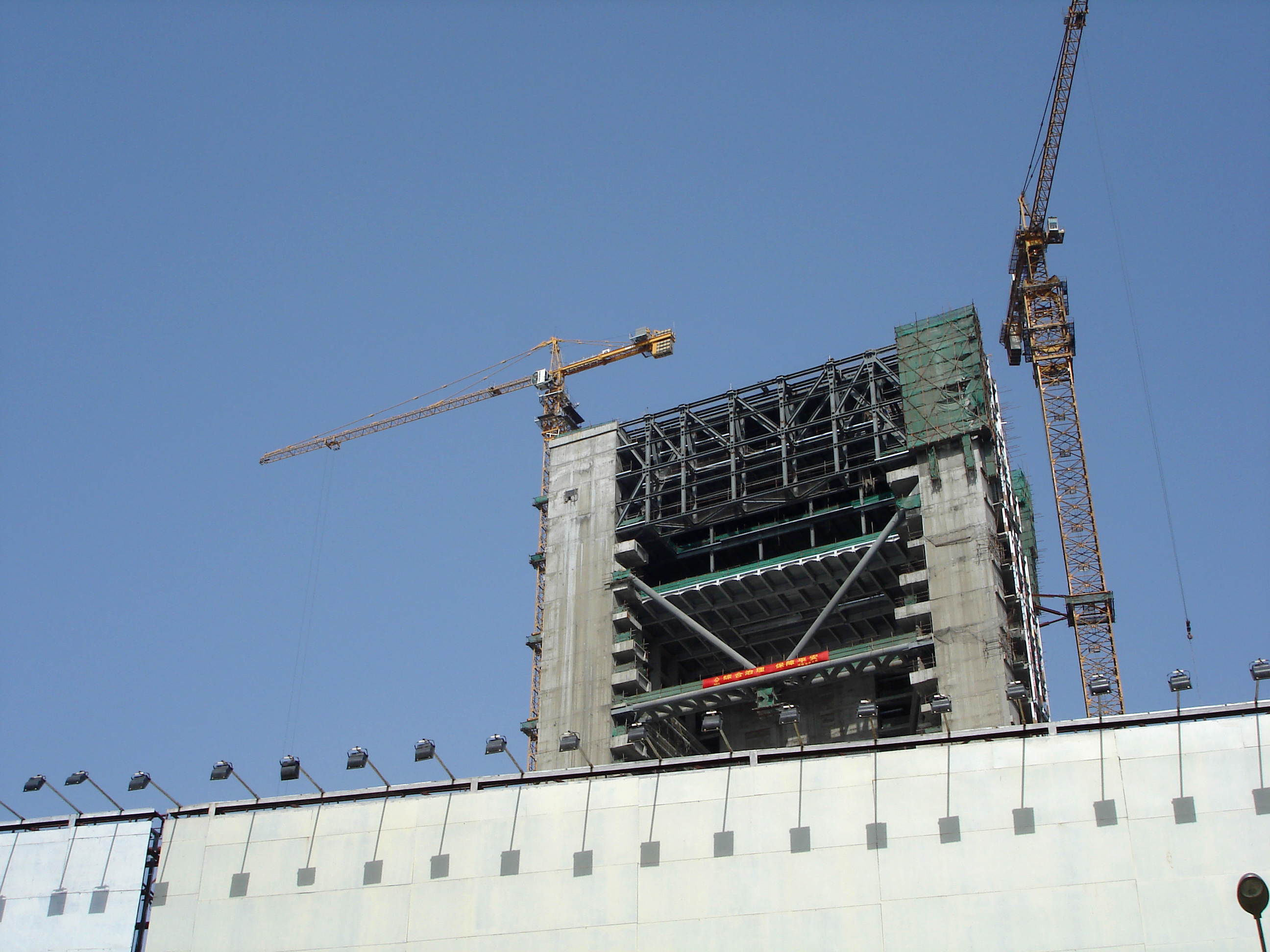
建設中の北配楼（中央電視台電視文化センター）（2007年5月）
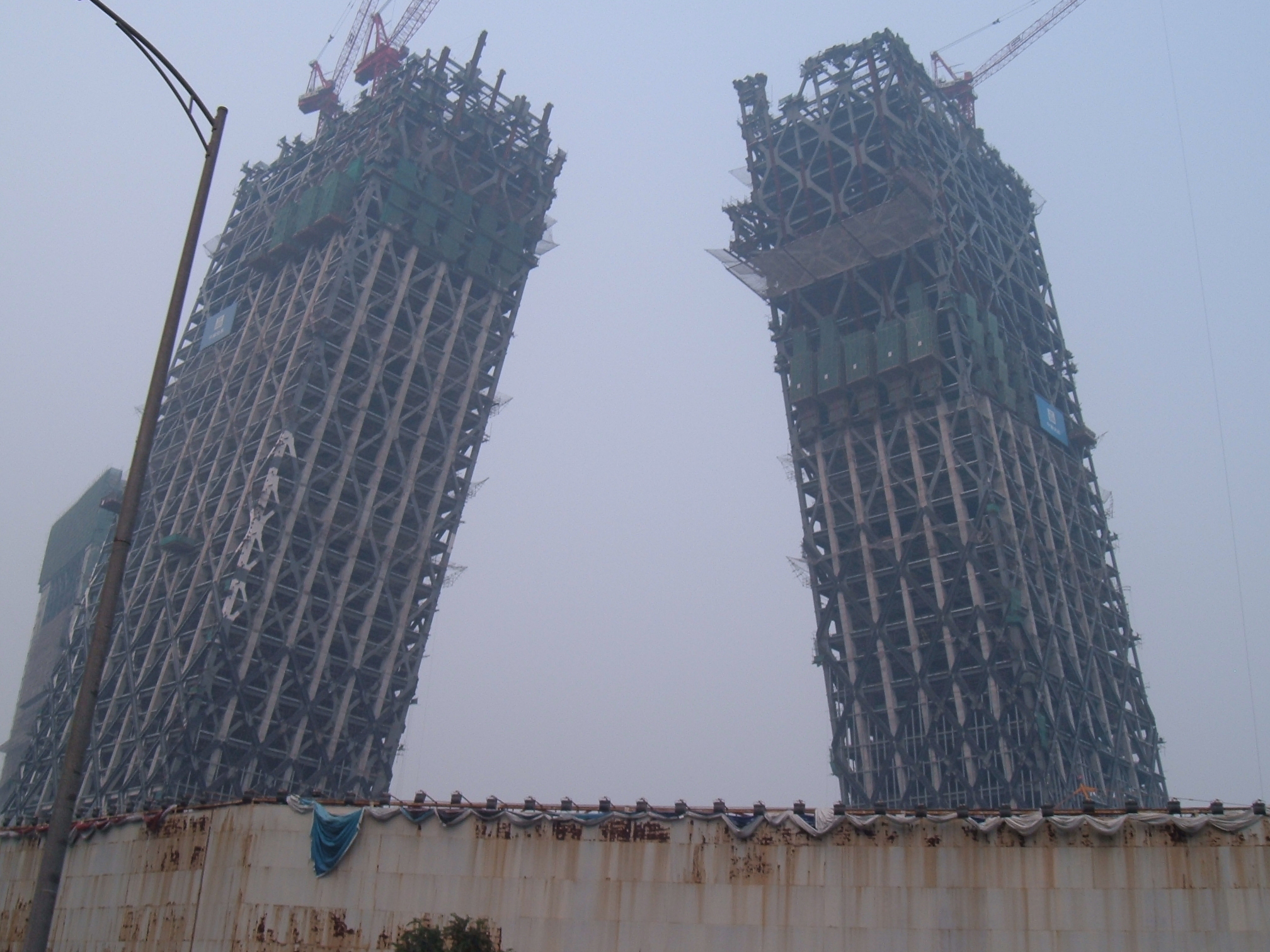
建設中の本部ビル（2007年8月）
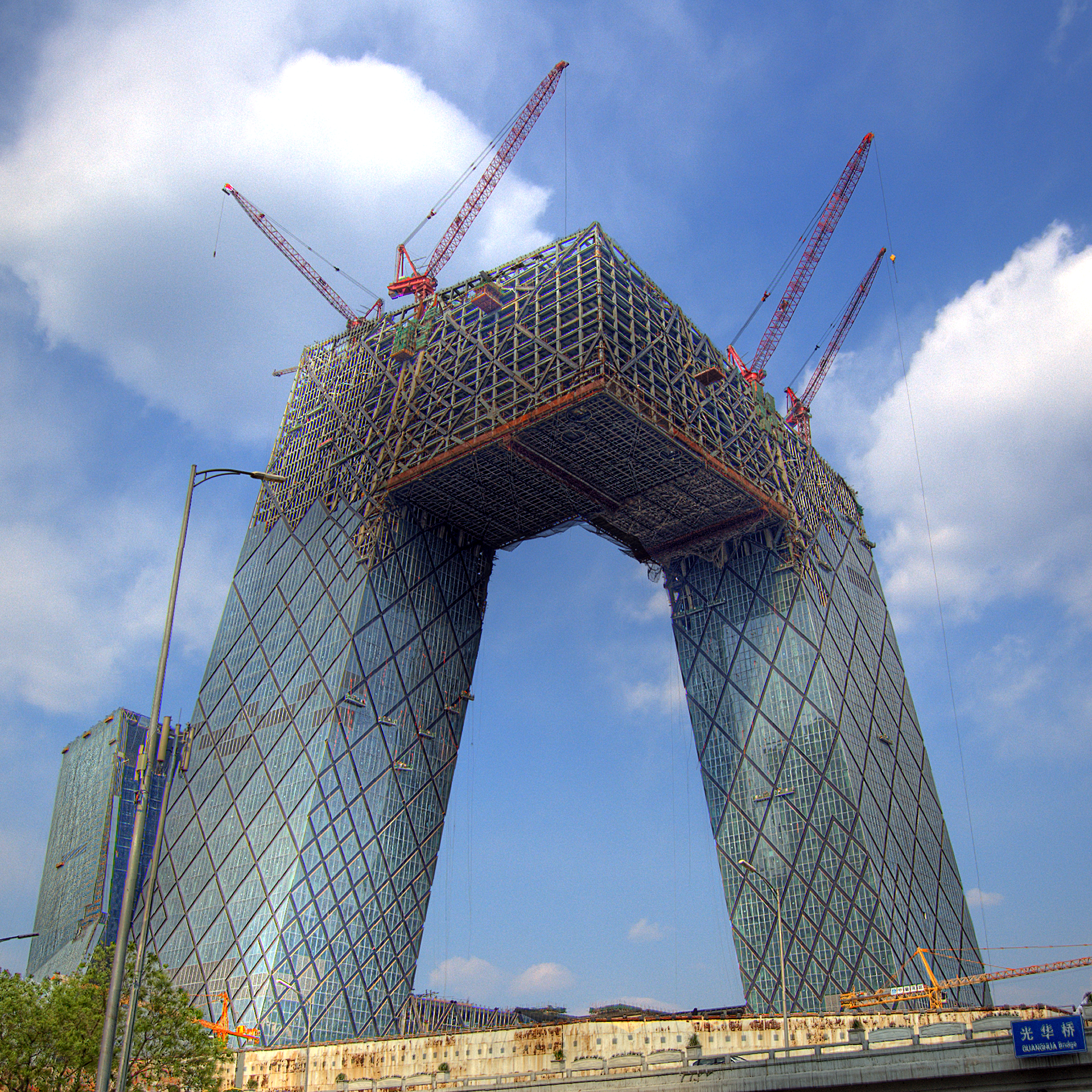
建設中の本部ビル（2008年4月）
建設中の中国中央電視台本部ビル
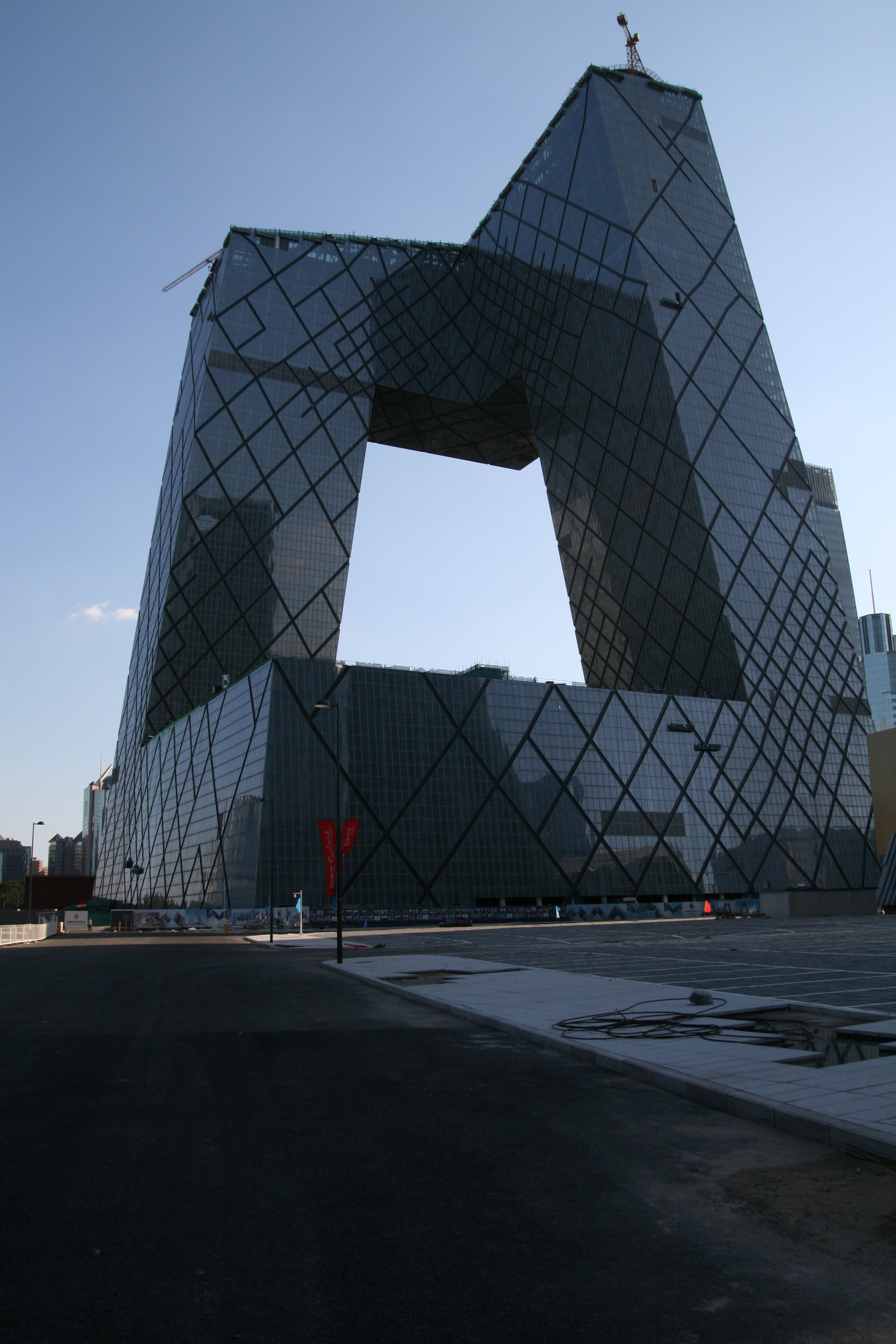
後方から見た中国中央電視台本部ビル
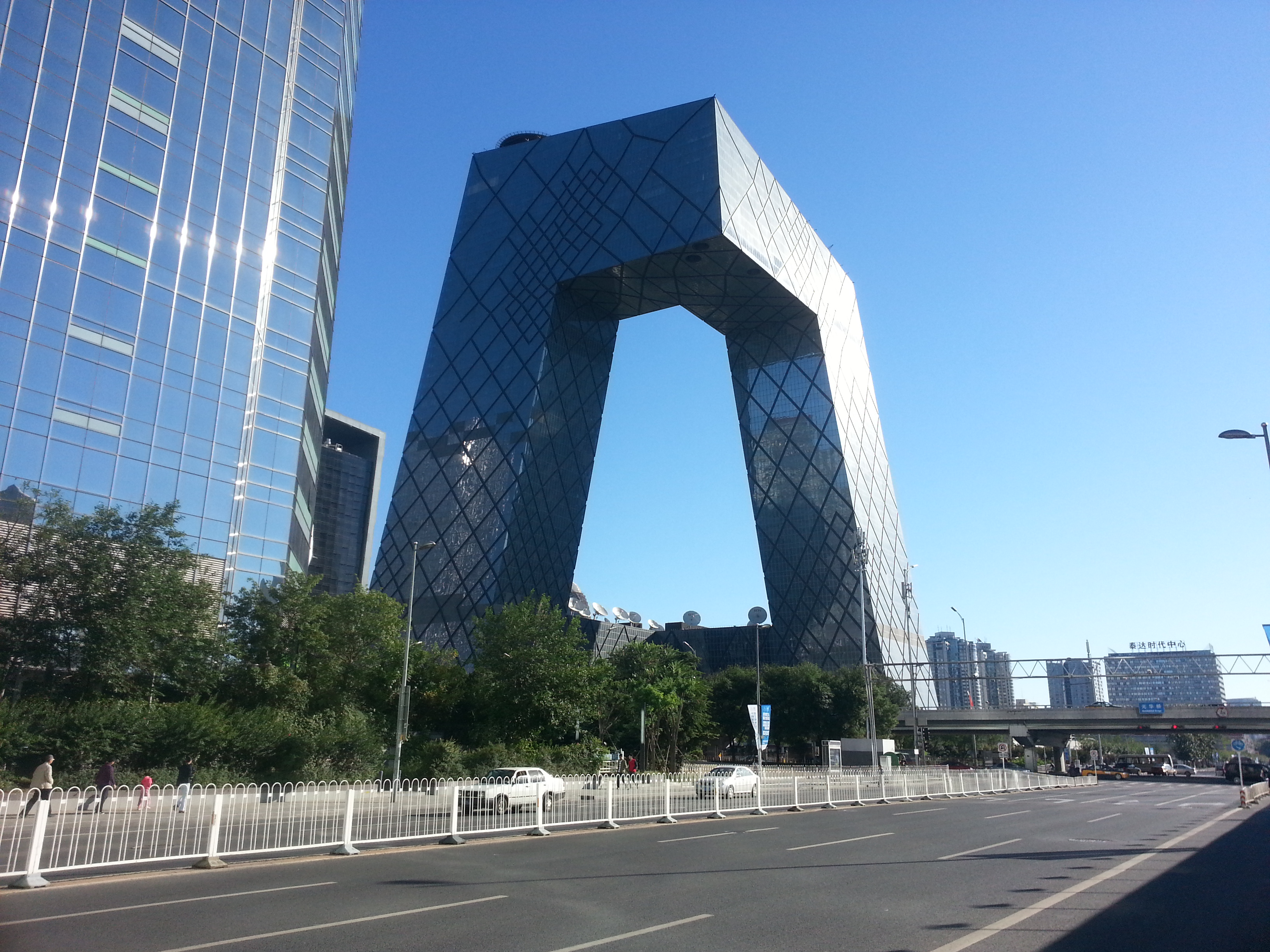
中国中央電視台本部ビル
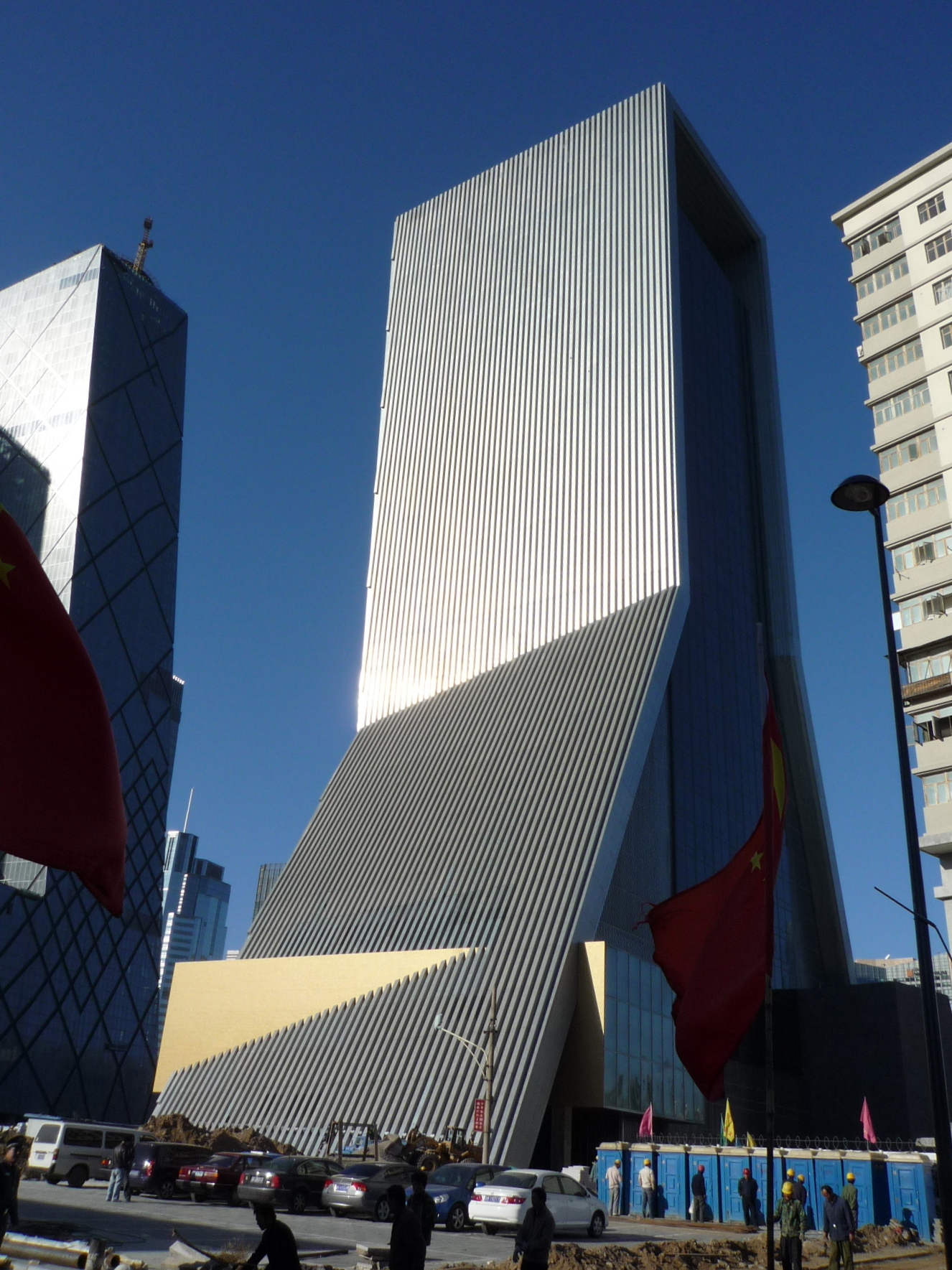
中央電視台ビルに付属する北配楼（中央電視台電視文化センター）、火災前に撮影
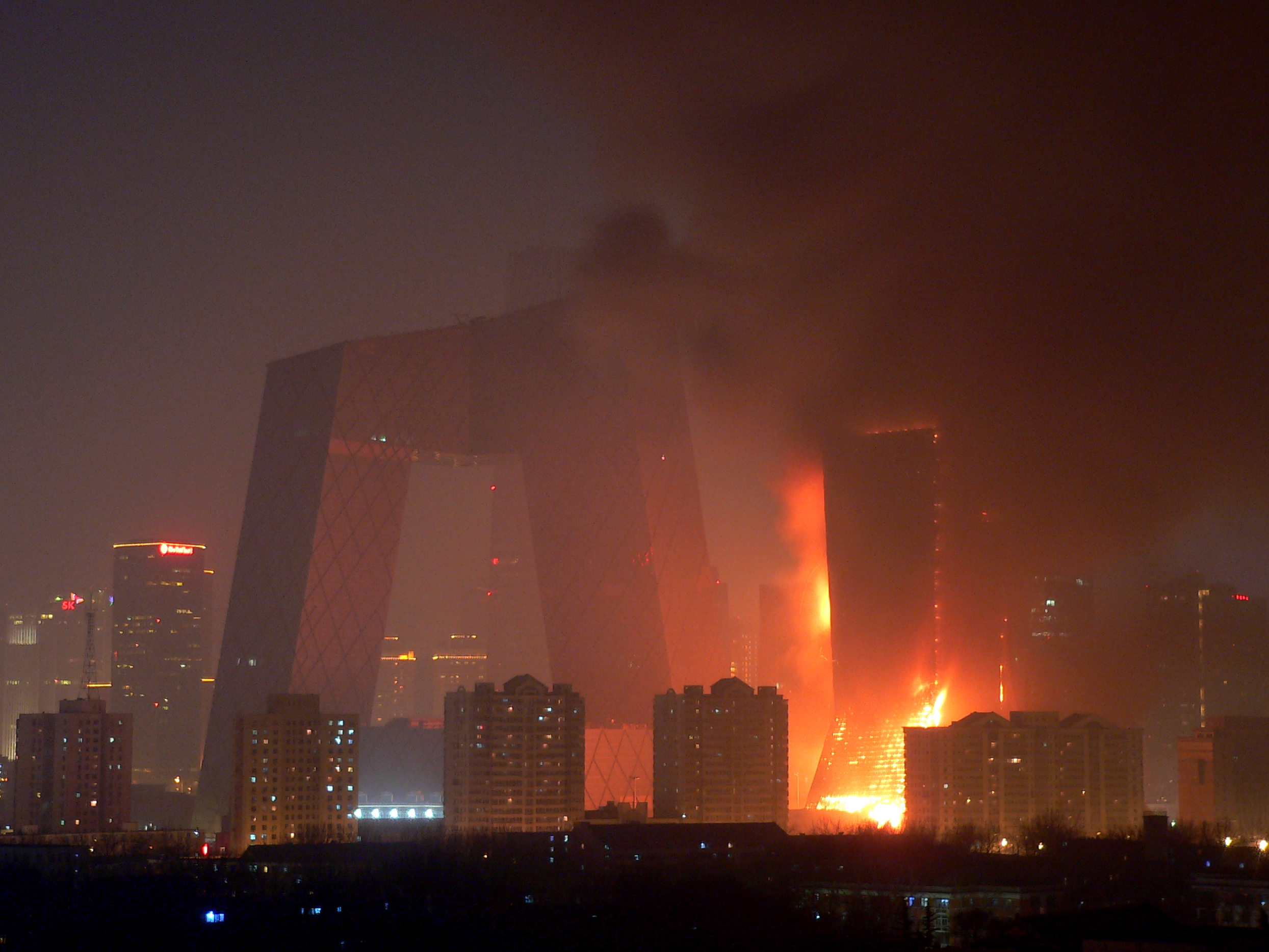
2009年2月の中央電視台電視文化センター火災
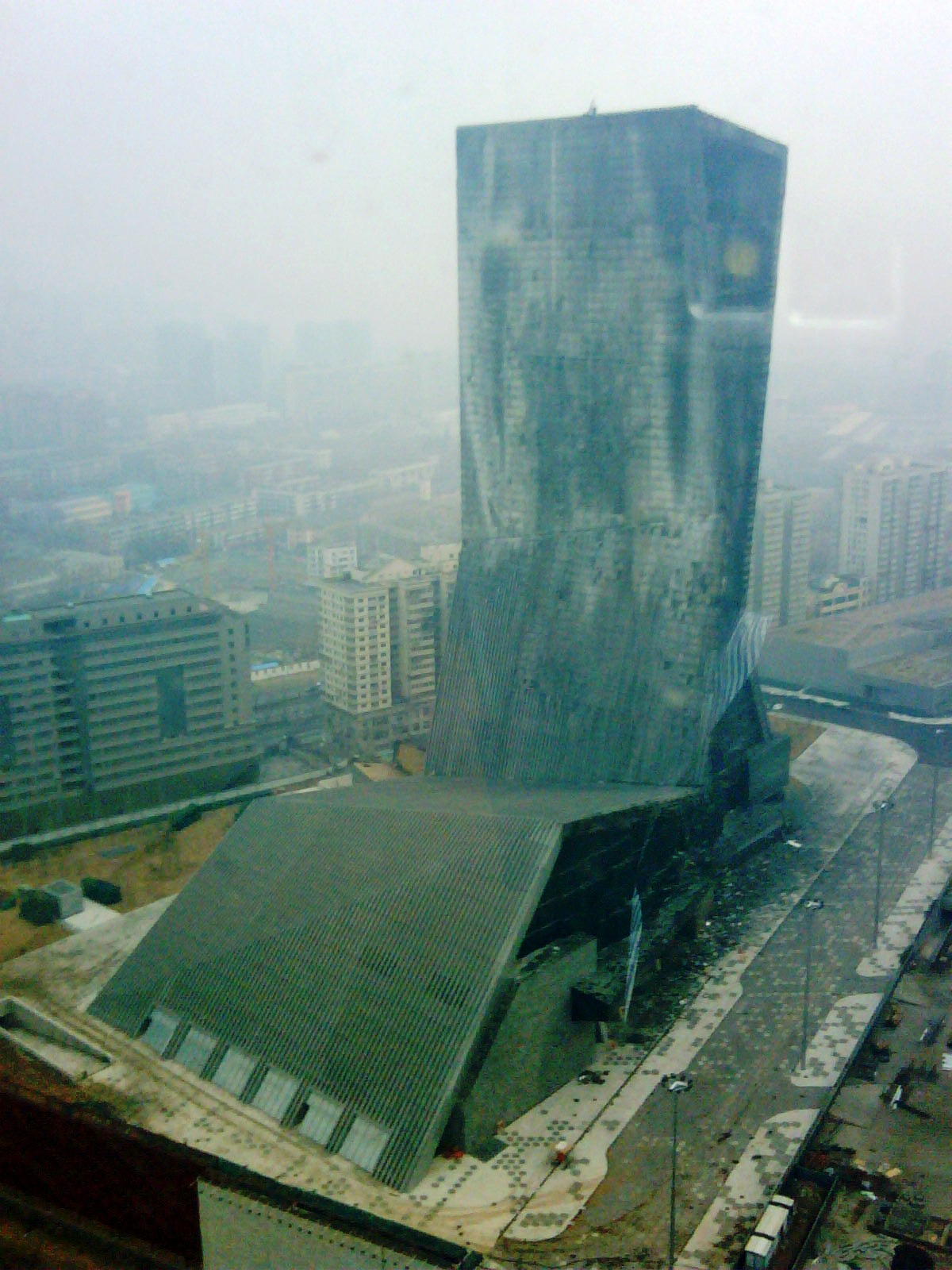
焼失した中央電視台電視文化センター（2009年）
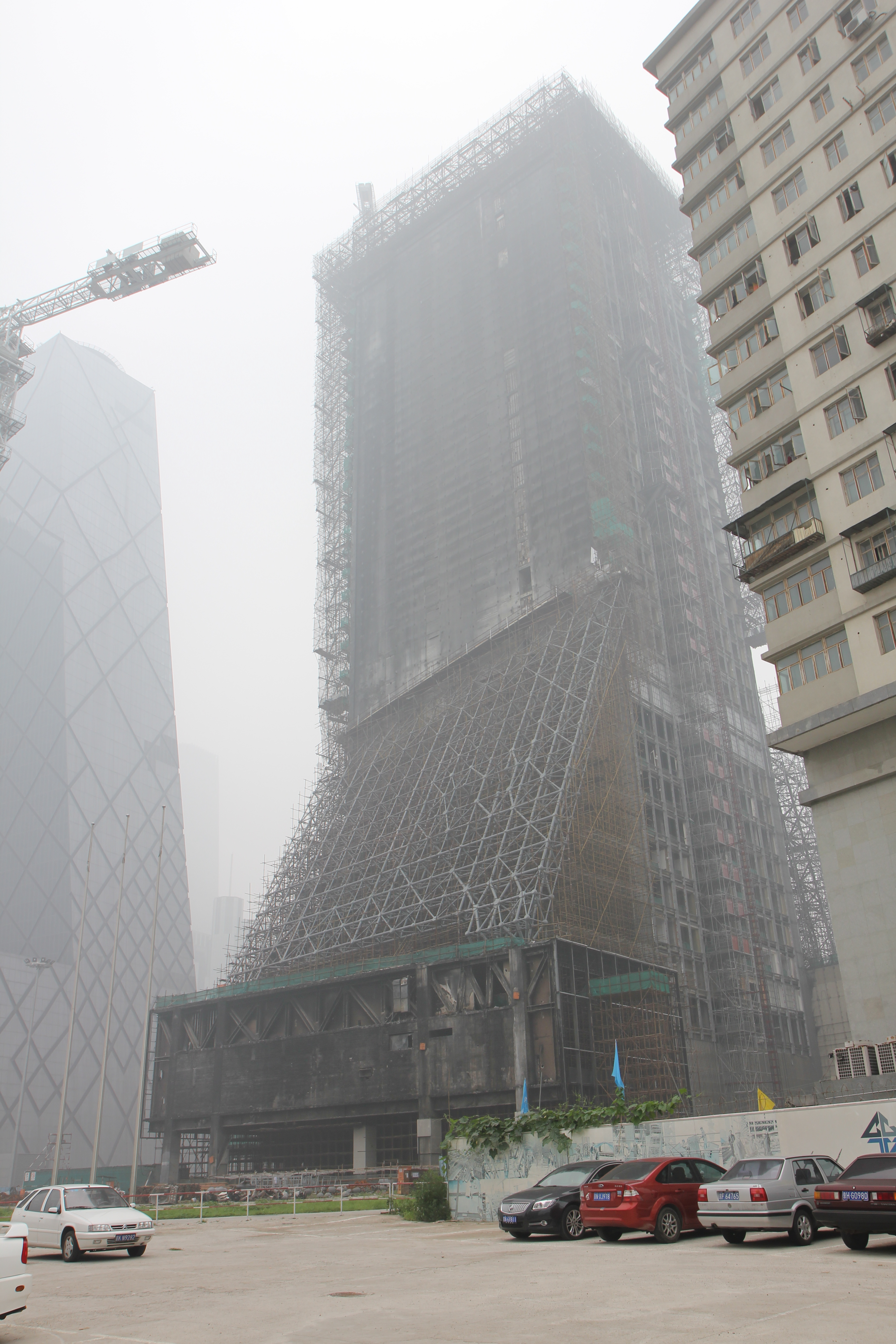
再建中の中央電視台電視文化センター（2011年）
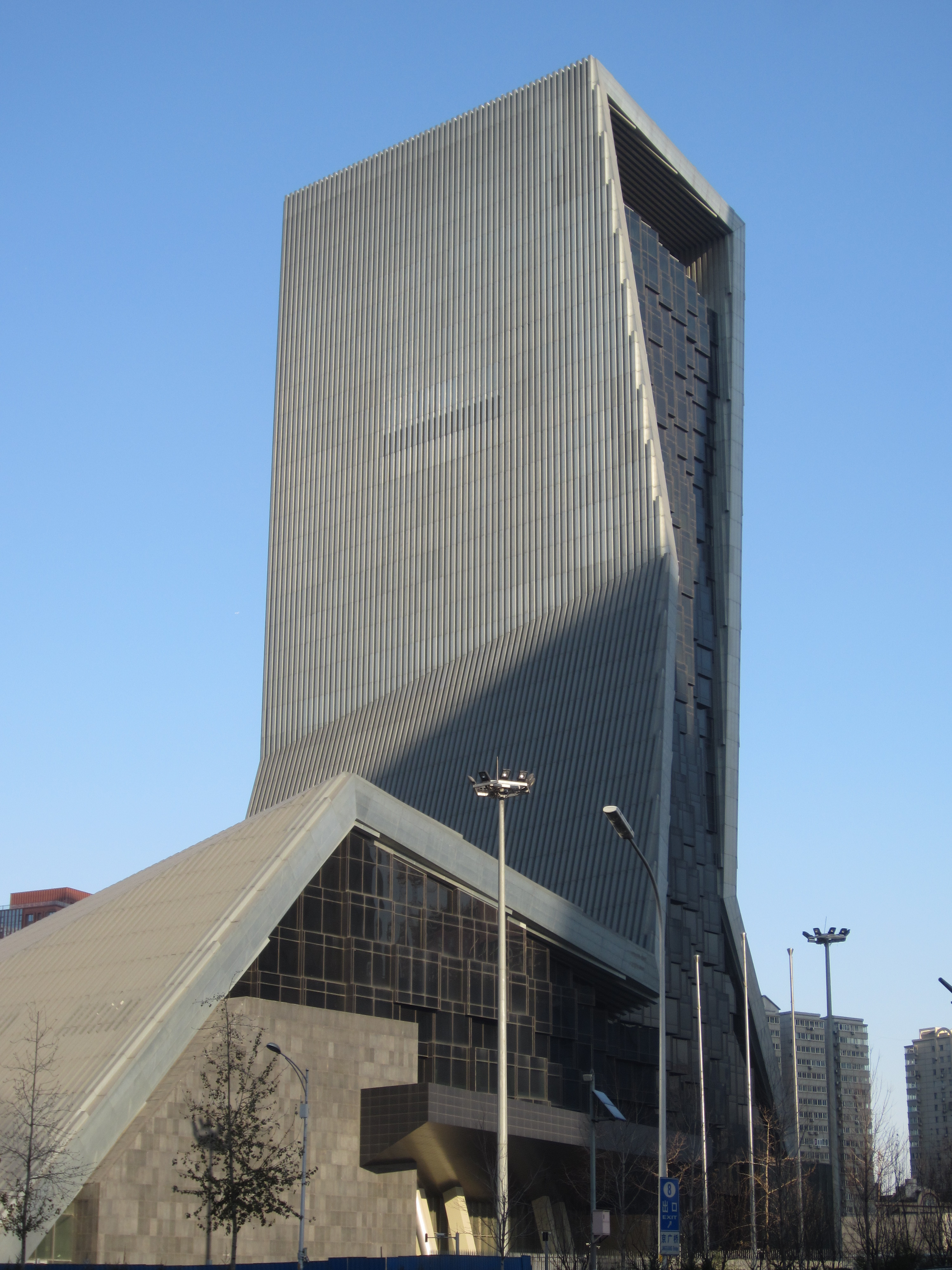
中央電視台電視文化センター（2016年）